# Каскадные горы
Каска́дные го́ры (англ. Cascade Range) — крупный горный хребет на западе Северной Америки, простирающийся от южной части канадской провинции Британская Колумбия через американские штаты Вашингтон и Орегон до северной Калифорнии.
Каскадные горы являются частью Тихоокеанского огненного кольца, включающего вулканы и связанные с ними горы вдоль всего побережья Тихого океана. Большинство известных извержений в США связаны именно с вулканами Каскадных гор. К наиболее сильным извержениям недавнего времени относятся извержения вулканов Лассен-Пик в 1914—1915 годах и вулкана Сент-Хеленс (1980). Небольшое извержение Сент-Хеленс произошло в 2006 году.

## География
Каскадные горы протянулись с юга на север, от вулкана Лассен-Пик в северной Калифорнии до слияния рек Никола и Томпсон в Британской Колумбии. Река Фрейзер отделяет Каскадные горы от Берегового хребта, протянувшегося дальше на север, вдоль побережья Тихого океана. Высота наиболее высоких вулканов хребта зачастую превышает высоту окрестных гор более чем в 2 раза. Северная часть хребта, расположенная к северу от горы Рейнир и известная в США как Северные Каскады, а в Канаде просто как Каскады, имеет северную оконечность в виде горы Литтон, расположенной при слиянии рек Фрейзер и Томпсон. В целом, Северные Каскады, а также юго-западная часть Канадских Каскадов довольно сильно расчленены глубокими долинами. В то же время, если южная часть Канадских Каскадных гор, в особенности хребет Скагит, в геологическом и топографическом отношениях сходны с Северными Каскадами, то в их северной и северо-восточной частях меньше ледников, а горы имеют более платообразный характер, сходный с близлежащим плато Томпсон.
Ввиду близости к побережью Тихого океана и преобладания в регионе западных ветров, Каскадные горы, а в особенности их западные склоны, получают большое количество осадков, в отдельных районах достигающее 25 000 мм за год. К примеру, в 1998—1999 годах в районе горы Бейкер было отмечено самое большое количество твёрдых осадков, выпавших за один сезон (29 000 мм). До этого года рекордной по количеству осадков была вершина Рейнир. Во многих районах Каскадных гор — к примеру, таких как озеро Хелен близ горы Лассен-Пик, годовой уровень снеговых осадков нередко превышает 13 000 мм. Наиболее высокие горы хребта покрыты снегом круглый год.
Западные склоны Каскадных гор густо покрыты псевдотсугой, западной тсугой и красной ольхой, тогда как более засушливые восточные склоны покрыты преимущественно жёлтой сосной, а на больших высотах ещё и западной лиственницей. Годовой уровень осадков на восточных предгорьях может понижаться до 230 мм, что объясняется дождевой тенью.
Колумбия является единственной крупной рекой, пересекающей американскую часть хребта. До поднятия гор в плиоцене, около 7 млн лет назад, Колумбия протекала через сравнительно низкое Колумбийское плато. Прорезая поднявшиеся горы, река сформировала ущелье длиной около 90 миль.

## История исследования
В начале 1792 года мореплаватель Джордж Ванкувер исследовал район залива Пьюджет-Саунд, давая при этом названия наиболее высоким обнаруженным вершинам. Гора Бейкер была названа им в честь офицера королевского флота Джозефа Бейкера, хотя испанец Мануэль Кимпер ранее, в 1790 году, назвал эту гору «Ла-Гран-Монтанья-дель-Кармело». Гора Рейнир была названа в честь адмирала Питера Рейнира. Немногим позже, в том же 1792 году, его лейтенант, Уильям Роберт Броутон, исследовал низовья реки Колумбия. Он назвал гору Худ в честь адмирала королевского флота Самуэля Худа. Гора Сент-Хеленс, замеченная Ванкувером в мае 1792 года, была названа им в честь его друга, британского дипломата Аллейна Фицгерберта, 1-го барона Сент-Хеленс. Тем не менее, экспедиция Ванкувера не дала название самому горному хребту, отметив его просто как «восточный заснеженный хребет». Более ранние испанские исследователи также называли его «Сьерра Невада» (заснеженные горы).
В 1805 году Каскадные горы пересекла экспедиция Льюиса и Кларка, спускающаяся вниз по реке Колумбия. Участники экспедиции были, вероятно, первыми европейцами, увидевшими гору Адамс, однако они приняли её за гору Сент-Хеленс. Сент-Хеленс, в свою очередь, была принята ими за гору Рейнир. На обратном пути участники заметили высокую и далёкую заснеженную вершину, названную ими в честь спонсора их экспедиции, президента Томаса Джефферсона. Льюис и Кларк назвали горный хребет «Западными горами» (Western Mountains).
Основным препятствием, которое встретили на своём пути экспедиция Льюиса и Кларка, а также все последующие поселенцы и торговцы, были каскадные пороги в ущелье реки Колумбия, скрытые сегодня водами водохранилища Бонневиль. Большие заснеженные горные вершины, возвышающиеся над порогами, были названы ими «горы каскадов». Наиболее раннее зафиксированное употребление названия «Каскадные горы» отмечается в работах ботаника Дэвида Дугласа.
В 1814 году торговец из Северо-Западной компании Александр Росс пересёк северную часть Каскадных гор между Форт-Оканоган и Пьюджет-Саунд, разыскивая надёжный путь через горный хребет. Росс был первым белым человеком, исследовавшим район реки Мэтью и, вероятно, первым, изучившим реку Стекехим и район Бридж-Крик. Из-за сложности прохождения Северных Каскадов, после Росса заготовщики пушнины осуществили лишь несколько экспедиций, проходивших к северу от реки Колумбия.

## Галерея
- Гора Рейнир
- Вулкан Лассен-Пик, Калифорния
- Каскадные горы в центральном Вашингтоне
- Гора Шаста